# Ctenocompa adversa
Ctenocompa adversa är en fjärilsart som beskrevs av Edward Meyrick 1919. Ctenocompa adversa ingår i släktet Ctenocompa och familjen säckspinnare. Inga underarter finns listade i Catalogue of Life.